# Stamboom Maria Magdalena van Nassau-Siegen
Dit is de stamboom van gravin Maria Magdalena van Nassau-Siegen (1622–1647).
| Stamboom Maria Magdalena van Nassau-Siegen (1622–1647) | Stamboom Maria Magdalena van Nassau-Siegen (1622–1647) | Stamboom Maria Magdalena van Nassau-Siegen (1622–1647) | Stamboom Maria Magdalena van Nassau-Siegen (1622–1647) | Stamboom Maria Magdalena van Nassau-Siegen (1622–1647)                                                       | Stamboom Maria Magdalena van Nassau-Siegen (1622–1647)                                                       | Stamboom Maria Magdalena van Nassau-Siegen (1622–1647)                                                       | Stamboom Maria Magdalena van Nassau-Siegen (1622–1647)                                      | Stamboom Maria Magdalena van Nassau-Siegen (1622–1647)                                   |
| ------------------------------------------------------ | --- | --- | --- | --- | --- | --- | ------------------------------------------------------------------------------------------- | ---------------------------------------------------------------------------------------- |
| Betovergrootouders                                     | Willem I ‘de Rijke’ van Nassau-Siegen (1487–1559) ⚭ 1531 Juliana van Stolberg-Wernigerode (1506–1580) | George III van Leuchtenberg (1502–1555) ⚭ 1528 Barbara van Brandenburg-Ansbach (1495–1552) | Hendrik VIII van Waldeck-Wildungen (1465–1513) ⚭ vóór 1492 Anastasia van Runkel (?–1502/03) | Salentijn VII van Isenburg-Grenzau (vóór 1470–1534) ⚭ Elisabeth van Hunolstein-Neumagen (ca. 1475–1536/38)   | Everhard XI van Erbach (1475–1539) ⚭ 1503 Maria van Wertheim (1485–1553)                                     | Filips van Salm-Dhaun (1492–1521) ⚭ 1514 Antoinette van Neufchatel (1496–1544)                               | Wolfgang van Barby en Mühlingen (1502–1564) ⚭ 1526 Agnes van Mansfeld-Hinterort (1511–1558) | Johan II van Anhalt-Zerbst (1504–1551) ⚭ 1534 Margaretha van Brandenburg (1511–1577)     |
| Overgrootouders                                        | Johan VI ‘de Oude’ van Nassau-Siegen (1536–1606) ⚭ 1559 Elisabeth van Leuchtenberg (1537–1579) | Johan VI ‘de Oude’ van Nassau-Siegen (1536–1606) ⚭ 1559 Elisabeth van Leuchtenberg (1537–1579) | Filips IV van Waldeck-Wildungen (1493–1574) ⚭ 1554 Jutta van Isenburg-Grenzau (?–1564) | Filips IV van Waldeck-Wildungen (1493–1574) ⚭ 1554 Jutta van Isenburg-Grenzau (?–1564)                       | Everhard XII van Erbach (1511–1564) ⚭ 1538 Margaretha van Salm-Dhaun (1521–1576)                             | Everhard XII van Erbach (1511–1564) ⚭ 1538 Margaretha van Salm-Dhaun (1521–1576)                             | Albrecht X van Barby en Mühlingen (1534–1588) ⚭ 1559 Maria van Anhalt-Zerbst (1538–1563)    | Albrecht X van Barby en Mühlingen (1534–1588) ⚭ 1559 Maria van Anhalt-Zerbst (1538–1563) |
| Grootouders                                            | Johan VII ‘de Middelste’ van Nassau-Siegen (1561–1623) ⚭ 1581 Magdalena van Waldeck-Wildungen (1558–1599) | Johan VII ‘de Middelste’ van Nassau-Siegen (1561–1623) ⚭ 1581 Magdalena van Waldeck-Wildungen (1558–1599) | Johan VII ‘de Middelste’ van Nassau-Siegen (1561–1623) ⚭ 1581 Magdalena van Waldeck-Wildungen (1558–1599) | Johan VII ‘de Middelste’ van Nassau-Siegen (1561–1623) ⚭ 1581 Magdalena van Waldeck-Wildungen (1558–1599)    | George III van Erbach (1548–1605) ⚭ 1592 Maria van Barby en Mühlingen (1563–1619)                            | George III van Erbach (1548–1605) ⚭ 1592 Maria van Barby en Mühlingen (1563–1619)                            | George III van Erbach (1548–1605) ⚭ 1592 Maria van Barby en Mühlingen (1563–1619)           | George III van Erbach (1548–1605) ⚭ 1592 Maria van Barby en Mühlingen (1563–1619)        |
| Ouders                                                 | Willem van Nassau-Siegen (1592–1642) ⚭ 1619 Christiane van Erbach (1596–1646) | Willem van Nassau-Siegen (1592–1642) ⚭ 1619 Christiane van Erbach (1596–1646) | Willem van Nassau-Siegen (1592–1642) ⚭ 1619 Christiane van Erbach (1596–1646) | Willem van Nassau-Siegen (1592–1642) ⚭ 1619 Christiane van Erbach (1596–1646)                                | Willem van Nassau-Siegen (1592–1642) ⚭ 1619 Christiane van Erbach (1596–1646)                                | Willem van Nassau-Siegen (1592–1642) ⚭ 1619 Christiane van Erbach (1596–1646)                                | Willem van Nassau-Siegen (1592–1642) ⚭ 1619 Christiane van Erbach (1596–1646)               | Willem van Nassau-Siegen (1592–1642) ⚭ 1619 Christiane van Erbach (1596–1646)            |
| Maria Magdalena van Nassau-Siegen (1622–1647)          | | | | | | |                                                                                             |                                                                                          |
| Echtgenoot                                             | ⚭ 1639 Filips Theodoor van Waldeck-Eisenberg (1614–1645) | ⚭ 1639 Filips Theodoor van Waldeck-Eisenberg (1614–1645) | ⚭ 1639 Filips Theodoor van Waldeck-Eisenberg (1614–1645) | ⚭ 1639 Filips Theodoor van Waldeck-Eisenberg (1614–1645)                                                     | ⚭ 1639 Filips Theodoor van Waldeck-Eisenberg (1614–1645)                                                     | ⚭ 1639 Filips Theodoor van Waldeck-Eisenberg (1614–1645)                                                     | ⚭ 1639 Filips Theodoor van Waldeck-Eisenberg (1614–1645)                                    | ⚭ 1639 Filips Theodoor van Waldeck-Eisenberg (1614–1645)                                 |
| Kinderen                                               | Amalia Catharina van Waldeck-Eisenberg (1640–1699) ⚭ 1664 George Lodewijk I van Erbach-Erbach (1643–1693) | Amalia Catharina van Waldeck-Eisenberg (1640–1699) ⚭ 1664 George Lodewijk I van Erbach-Erbach (1643–1693) | Amalia Catharina van Waldeck-Eisenberg (1640–1699) ⚭ 1664 George Lodewijk I van Erbach-Erbach (1643–1693) | Hendrik Wolraad van Waldeck-Eisenberg (1642–1664) ⚭ 1660 Juliana Elisabeth van Waldeck-Wildungen (1637–1707) | Hendrik Wolraad van Waldeck-Eisenberg (1642–1664) ⚭ 1660 Juliana Elisabeth van Waldeck-Wildungen (1637–1707) | Hendrik Wolraad van Waldeck-Eisenberg (1642–1664) ⚭ 1660 Juliana Elisabeth van Waldeck-Wildungen (1637–1707) | Floris Willem van Waldeck-Eisenberg (1643–1643)                                             | Floris Willem van Waldeck-Eisenberg (1643–1643)                                          |
| Kleinkinderen                                          | 1. Henriëtte van Erbach-Erbach (1665–1665) 2. Henriëtte Juliana van Erbach-Erbach (1666–1684) 3. Filips Lodewijk van Erbach-Erbach (1669–1720) 4. Karel Albert Lodewijk van Erbach-Erbach (1670–1704) 5. George Albert van Erbach-Erbach (1671–1671) 6. Amalia Catharina van Erbach-Erbach (1672–1676) 7. Frederik Karel van Erbach-Erbach (1673–1673) 8. Zoon (1674–1674) 9. Wilhelmina Sophia van Erbach-Erbach (1675–1675) 10. Magdalena Charlotte van Erbach-Erbach (1676–1676) 11. Willem Lodewijk van Erbach-Erbach (1677–1678) 12. Amalia Catharina van Erbach-Erbach (1678–1678) 13. Frederica Charlotte van Erbach-Erbach (1679–1679) 14. Frederik Karel van Erbach-Limpurg (1680–1731) 15. Ernst van Erbach-Erbach (1681–1684) 16. Sophia Albertina van Erbach-Erbach (1683–1742) | 1. Henriëtte van Erbach-Erbach (1665–1665) 2. Henriëtte Juliana van Erbach-Erbach (1666–1684) 3. Filips Lodewijk van Erbach-Erbach (1669–1720) 4. Karel Albert Lodewijk van Erbach-Erbach (1670–1704) 5. George Albert van Erbach-Erbach (1671–1671) 6. Amalia Catharina van Erbach-Erbach (1672–1676) 7. Frederik Karel van Erbach-Erbach (1673–1673) 8. Zoon (1674–1674) 9. Wilhelmina Sophia van Erbach-Erbach (1675–1675) 10. Magdalena Charlotte van Erbach-Erbach (1676–1676) 11. Willem Lodewijk van Erbach-Erbach (1677–1678) 12. Amalia Catharina van Erbach-Erbach (1678–1678) 13. Frederica Charlotte van Erbach-Erbach (1679–1679) 14. Frederik Karel van Erbach-Limpurg (1680–1731) 15. Ernst van Erbach-Erbach (1681–1684) 16. Sophia Albertina van Erbach-Erbach (1683–1742) | 1. Henriëtte van Erbach-Erbach (1665–1665) 2. Henriëtte Juliana van Erbach-Erbach (1666–1684) 3. Filips Lodewijk van Erbach-Erbach (1669–1720) 4. Karel Albert Lodewijk van Erbach-Erbach (1670–1704) 5. George Albert van Erbach-Erbach (1671–1671) 6. Amalia Catharina van Erbach-Erbach (1672–1676) 7. Frederik Karel van Erbach-Erbach (1673–1673) 8. Zoon (1674–1674) 9. Wilhelmina Sophia van Erbach-Erbach (1675–1675) 10. Magdalena Charlotte van Erbach-Erbach (1676–1676) 11. Willem Lodewijk van Erbach-Erbach (1677–1678) 12. Amalia Catharina van Erbach-Erbach (1678–1678) 13. Frederica Charlotte van Erbach-Erbach (1679–1679) 14. Frederik Karel van Erbach-Limpurg (1680–1731) 15. Ernst van Erbach-Erbach (1681–1684) 16. Sophia Albertina van Erbach-Erbach (1683–1742) | – | – | – | –                                                                                           | –                                                                                        |